# Néstor Osuna
Néstor Iván Osuna Patiño (Bogotá, 22 de diciembre de 1962[cita requerida]) es un abogado, magistrado y profesor universitario colombiano. Desde el 17 de agosto de 2022 hasta el 1 de julio de 2024 se desempeñó como ministro de Justicia y del Derecho de Colombia en el gobierno de Gustavo Petro.Se ha desempeñado como magistrado del Consejo Superior de la Judicatura y conjuez de la Corte Constitucional.

## Primeros años
Nació el 12 de abril de 1962[cita requerida] en Bogotá.
Es abogado de la Universidad Externado de Colombia con un doctorado, con tesis cum laude y premio extraordinario de doctorado de la Universidad de Salamanca en España.
Está casado con el periodista Mauricio Arroyave.

## Trayectoria profesional
Ejerce como abogado desde 1987 y desde 1990 es catedrático del departamento de Derecho Constitucional de la Universidad Externado de Colombia, convirtiéndose en director del departamento en 1998 hasta 2014.
Fungió como conjuez de la Corte Constitucional de Colombia desde 2005 hasta 2015, siendo el eje decisorio del alto tribunal cuando se generaba un empate entre los magistrados titulares del mismo. Su buen desempeño como conjuez hizo que el Congreso de la República lo eligiera el 12 de diciembre de 2013 como magistrado del Consejo Superior de la Judicatura, cargo que asumió el 1 de enero de 2014 y que ostentó hasta el 30 de junio de 2015.
Una vez finalizada su vida penal decidió desempeñarse como profesor universitario de su alma mater, en donde se volvió miembro del Instituto Iberoamericano de Derecho Constitucional desde febrero de 2012.

## Ministro de Estado

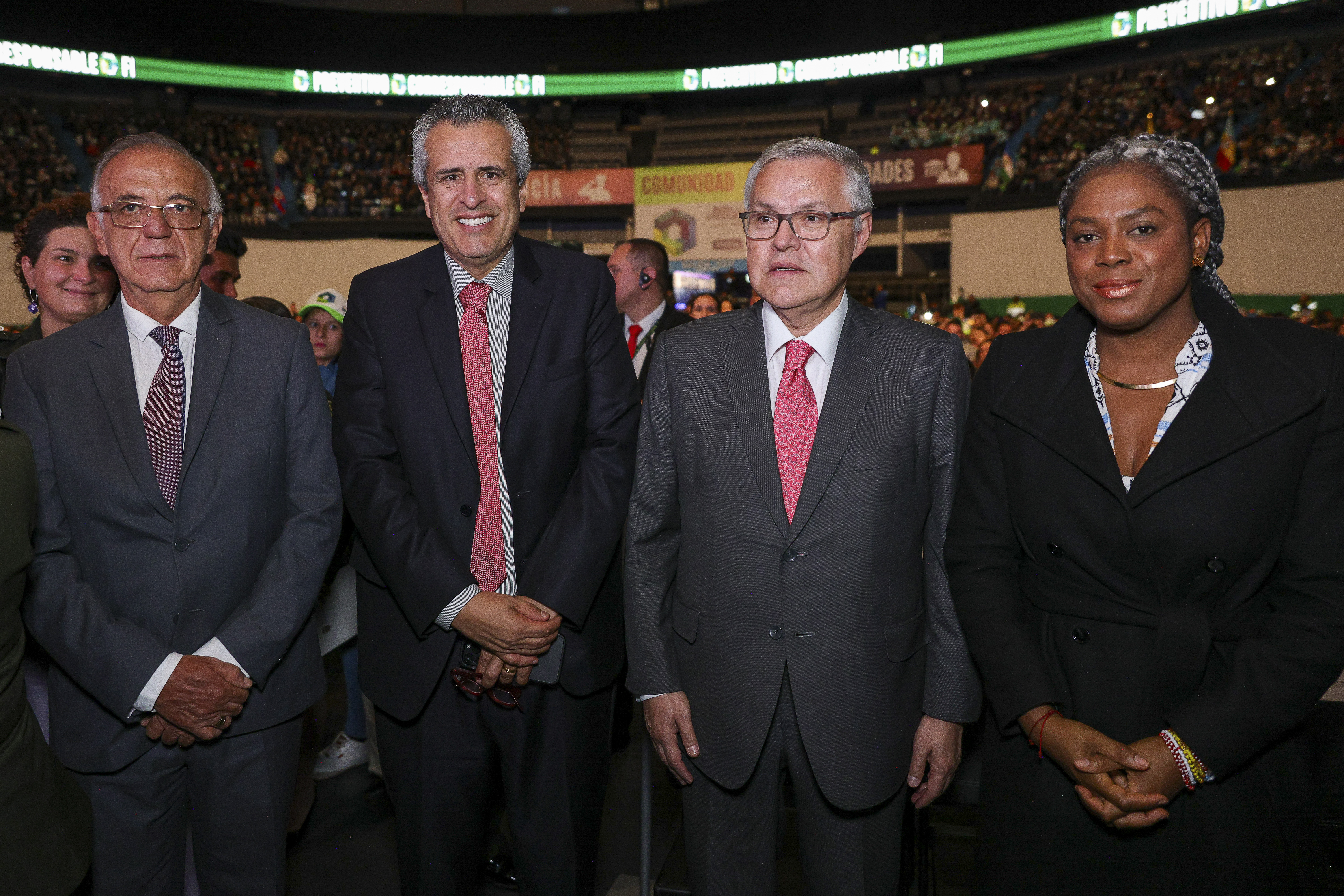
Osuna junto a otros ministros durante su desempeño en la cartera de Justicia

El 7 de agosto de 2022, fue nombrado por el presidente Gustavo Petro como Ministro de Justicia y del Derecho de Colombia; siendo el cuarto ministro en la historia de Colombia en declararse abiertamente homosexual. Días posteriores se dio a conocer que aún no podría ser posesionado, ya que había pedido un poco más de tiempo para terminar su trabajo en la Universidad Externado. El 17 del mismo mes, fue posesionado como ministro.
Tras casi dos años en el ministerio fue sustituido durante la reestructuración del gabinete de 2024. Tras su salida del ministerio pasó a ocupar el cargo de procurador delegado para la defensa de los Derechos Humanos en la Procuraduría General nombrado por el recién electo procurador general Gregorio Eljach.

## Distinciones
Le otorgaron la medalla de honor “José Ignacio de Márquez” al mérito judicial, categoría oro en 2014.